# ماريو ماتشادو ميريليس
ماريو ماتشادو ميريليس هو لاعب كرة قدم سويسري في مركز الوسط، ولد في 27 أبريل 1994. لعب مع نادي سيرفيت.

## وصلات خارجية
- ماريو ماتشادو ميريليس على موقع قاعدة بيانات كرة القدم.إي يو (الإنجليزية)
- ماريو ماتشادو ميريليس على موقع Soccerway.com (الإنجليزية)